# 金氏芭拉蛛
金氏芭拉蛛（学名：Parasyrisca schenkeli）为平腹蛛科芭拉蛛属的动物。主要分布于甘肃、青海等地。该物种的模式产地在甘肃、青海。